# 에드워드 프레블
에드워드 프레블(Edward Preble, 1761년 8월 15일 ~ 1807년 8월 25일)은 미국 해군 장교이다. 그는 복무 중 제1차 바르바리 전쟁을 겪었으며 두각드러냈고, 트리폴리 항구 전투에서 트리폴리 시에 대한 기습을 이끌어 1812년 전쟁에서 미국 해군을 이끈 장교 부대(프레블의 소년들)를 형성하게 했다.

## 어린 시절
에드워드 프레블은 미국 독립 이전 1761년에 매사추세츠 만 식민지의 팰머스(현재 메인주 포틀랜드)에서 태어났다.
미국 독립 전쟁이 발발하자 고향 팰머스는 1775년에 영국군의 공격에 불탔다. 프레블은 1777년 16세에 독립 세력의 사략선에 선원, 해군 군인으로서의 첫 걸음을 내디뎠다. 1779년에 매사추세츠 해군의 수습장교로 프리깃 프로텍터(Protector)에 배속되었다. 프로텍터에서 두 차례의 전투를 경험했지만, 1981년에 자신이 탄 배가 영국 해군에 나포되었다. 프레블은 포로가 되었고 뉴욕 앞바다의 감옥선 저지(Jersey)에 갇혔지만, 이듬 해 석방되었다. 프레블은 풀려나 매사추세츠주 해군으로 돌아와 해군 슬루프 윈스롭(Winthrop)에서 근무를 했으며, 메인주 캐스틴에서 영국 브리그를 멈추기 위해 승선 파티를 이끌었다. 이 작전의 시작에서 윈스롭은 적군의 배를 빠르게 지나쳐 그의 45명의 승선 파티 일원 중 프레블과 14명만 탑승을 할 수 있었다.
프레블은 이 배에서 중위로 승진, 실전에서 이승 공격 지휘관 등을 역임했다.

## 미국 해군
미국 독립 전쟁 이후 15년간 상선을 몰았으며, 1789년 4월 미국 해군에서 중위로 임관했다. 1799년 1월, 그는 14문 포를 장착한 브리그 〈피커링 호〉(Pickering)의 함장이 되었으며, 이 배를 타고 프랑스와의 유사전쟁 기간에 미국 상선을 보호하기 위해 서인도 제도를 순항했다. 1799년 6월 대위로 승진하여, 12월에는 32문 포를 장착한 프리깃 〈에식스 호〉(Essex)의 함장이 되었고, 1800년 1월 로드아일랜드 뉴포트로 가서 한무리의 동인도 사람들을 호송하기 위해 태평양으로 갔다.
돌아오자마자, 프레블은 해군 장관에게 건강 문제로 전역 의사를 밝혔다. 하지만 해군은 경험이 많고, 유능한 장교를 잃고 싶지 않았으므로, 그에게 적합한 보직이 나올 때까지 프레블에게 무기한 병가를 주었다.
이 기간 동안, 미국은 트리폴리 도시 국가와 해전을 벌이고 있었다. 이곳의 해적들은 지중해에서 미국 상선들에게 큰 피해를 끼치고 있었다. 미국 해군은 두 명의 사령관 리처드 데일과 리처드 벨렌타인 모리스 휘하에 전대를 파견했다. 이들의 임무는 그 지역에서 미국의 자산을 보호하는 일이었다.